# H-II Transfer Vehicle

Sprängskiss av en HTV

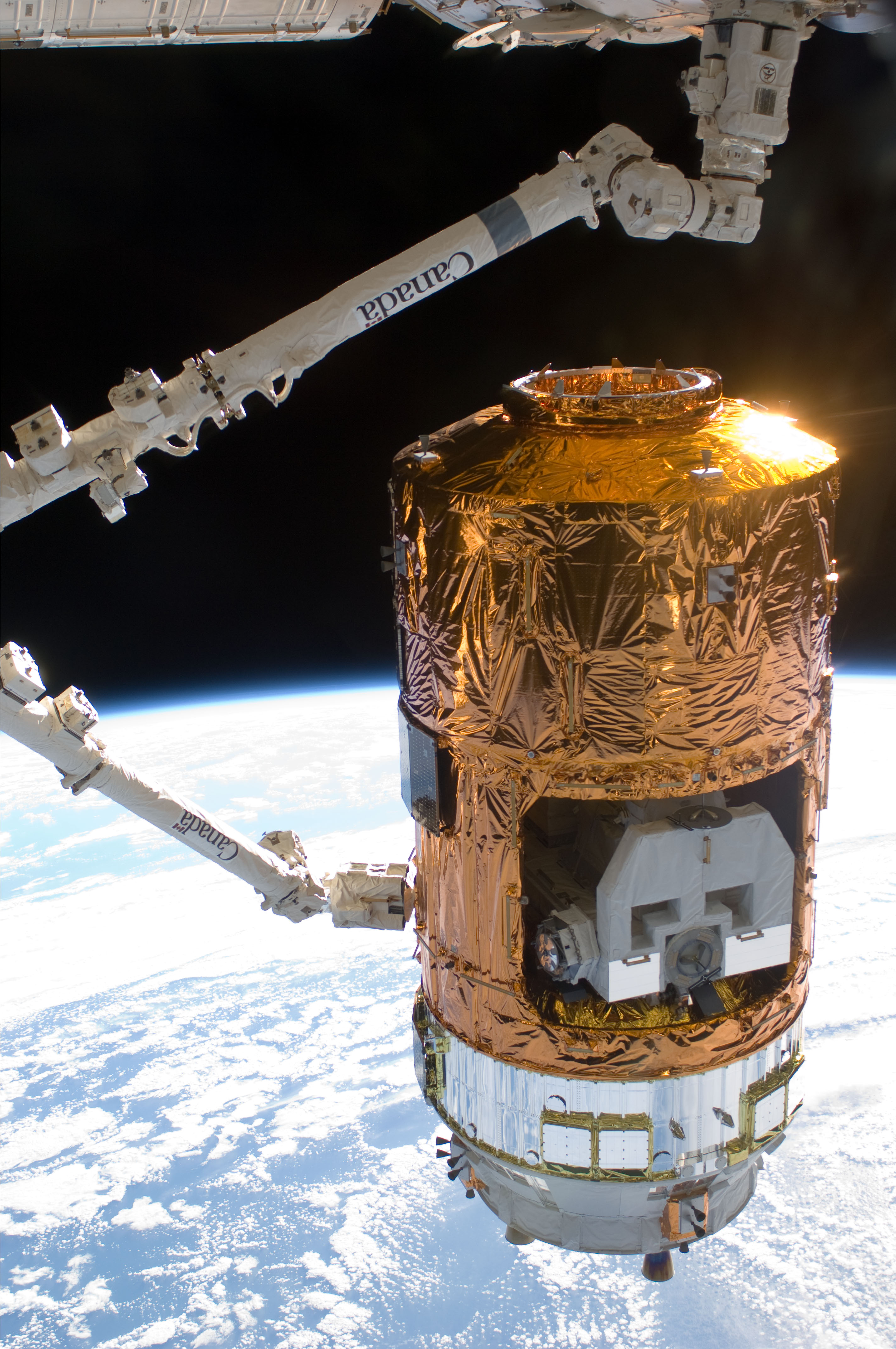
HTV-2 strax före dockning

H-II Transfer Vehicle eller HTV var en Japansk rymdfarkost.
HTV var Japans motsvarighet till Rysslands Progress och Europas Automated Transfer Vehicle (ATV) avsedd för att obemannat transportera utrustning till den Internationella rymdstationen ISS, samt att ta avfall därifrån. HTV sköts upp med en H-IIB-raket från Tanegashima Space Center i Japan.
Utvecklingsarbetet startade 1997 och den första uppskjutningen skedde den 10 september 2009.

## Dockning med ISS
Inflygningen mot ISS börjar vid ungefär fem kilometers avstånd där en kontroll av HTV:s kurs och hastighet görs. Om allt då är som det skall fortsätter farkosten till ett avstånd av cirka 300 meter från rymdstationen och vidare till cirka 200 meter,  där den vänder och återgår till cirka 300 meter. Därefter närmar sig HTV rymdstationen i steg, först till cirka trettio meter och slutligen till cirka tolv meter där dess motorer stängs av. När HTV stängt av sina raketmotorer ansluter den inte som sina motsvarigheter Progress och ATV själv till rymdstationen. I stället befinner den sig då så nära rymdstationen att Canadarm2 kan "greppa tag" i den och ansluta den till nadirporten på Harmony. Efter att robotarmen dockat HTV:n kopplar besättningen på ISS upp den elektriskt- och datamässigt samt utför tester att anslutningen är tät och inte läcker. Luckan till modulen öppnas efter att markkontrollen aktiverat alla system ombord på HTV.

## Separering från ISS
HTV stannar normalt 30 till 45 dagar vid ISS, därefter lyfts den bort med hjälp av Canadarm2. Cirka två dagar senare brinner farkosten upp i  atmosfären. 

## HTV-R
Redan innan den första flygningen av HTV var gjord påbörjades planeringen för att modifiera HTV så den skulle kunna återföra material till jorden.
Ett alternativ är att ersätta farkosten dockningslucka med en liten kapsel som klarar återinträdet i jordens atmosfär. Liknande Rysslands Raduga kapslar som används ett flertal gånger tillsammans med Progress farkoster. Detta alternativ skulle i stort set inte påverka farkosten lastförmåga.
Ett annat alternativ är att placera en kapsel i det ej trycksatta utrymmet bakom den trycksatta delen av farkosten, via en luka i den bakre delen av den trycksatta delen skulle man kunna lasta ur och i kapseln. Kapseln skulle väga 2 ton, ha en diameter på 2,6 m, vara ungefär 1,5 m hög och skulle kunna återbörda 300 kg till jorden. Nackdelen med denna variant är att HTV inte skulle kunna transportera någon övrig last i den ej trycksatta delen.
Ett tredje alternativ är att ersätta farkostens trycksatta del med en stor kapsel. Kapseln skulle väga 6 ton, ha en diameter på ungefär 4 m, vara cirka 1,5 m hög och kunna återbörda 1 600 kg till jorden. En fördel med detta alternativ är att man skulle vara ett stort steg närmare Japans mål att utveckla en bemannad rymdfarkost.

## Flygningar
| Nr | Farkost           | Uppskjutning                    | Raket | Resultat |
| -- | ----------------- | ------------------------------- | ----- | -------- |
| 1  | HTV-1 Kounotori   | 10 september 2009 17:01:56 UTC  | H-IIB | Lyckad   |
| 2  | HTV-2 Kounotori 2 | 22 januari 2011 05:37:57 UTC    | H-IIB | Lyckad   |
| 3  | HTV-3 Kounotori 3 | 21 juli 2012 02:06:18 UTC       | H-IIB | Lyckad   |
| 4  | HTV-4 Kounotori 4 | 3 augusti 2013 19:48:46 UTC     | H-IIB | Lyckad   |
| 5  | HTV-5 Kounotori 5 | 19 augusti 2015 11:50:49 UTC    | H-IIB | Lyckad   |
| 6  | HTV-6 Kounotori 6 | 9 december 2016 13:26:47 UTC    | H-IIB | Lyckad   |
| 7  | HTV-7 Kounotori 7 | 22 september 2018 17:52:27 UTC  | H-IIB | Lyckad   |
| 8  | HTV-8 Kounotori 8 | 24 september 2019, 16:05:05 UTC | H-IIB | Lyckad   |
| 9  | HTV-9 Kounotori 9 | 20 maj 2020 17:31:00 UTC        | H-IIB | Lyckad   |

### HTV-1
Den sköts upp från Tanegashima Space Center den 10 september 2009, den dockades med rymdstationen den 17 september 2009. Eter att ha levererat sin last lämnade den stationen den 30 oktober 2009 och brann upp i jordens atmosfär den 2 november 2009.

### HTV-2
Den sköts upp från Tanegashima Space Center den 22 januari 2011, den dockades med rymdstationen den 27 januari 2011. Eter att ha levererat sin last lämnade den stationen den 28 mars 2011 och brann upp i jordens atmosfär den 30 mars 2011.

### HTV-3
Den sköts upp från Tanegashima Space Center den 21 juli 2012, den dockades med rymdstationen den 27 juli 2012. Eter att ha levererat sin last lämnade den stationen den 11 september 2012 och brann upp i jordens atmosfär den 14 september 2012.

### HTV-4
Den sköts upp från Tanegashima Space Center den 3 augusti 2013, den dockades med rymdstationen den 9 augusti 2013. Eter att ha levererat sin last lämnade den stationen den 4 september 2013 och brann upp i jordens atmosfär den 7 september 2013.

### HTV-5
Den sköts upp från Tanegashima Space Center den 19 augusti 2015, den dockades med rymdstationen den 24 augusti 2015. Eter att ha levererat sin last lämnade den stationen den 28 september 2015 och brann upp i jordens atmosfär den 29 september 2015.

### HTV-6
Den sköts upp från Tanegashima Space Center den 9 december 2016, den dockades med rymdstationen den 13  december 2016. Eter att ha levererat sin last lämnade den stationen den 27 januari 2017 och brann upp i jordens atmosfär den 5 februari 2017.

### HTV-7
Den sköts upp från Tanegashima Space Center den 22 september 2018, den dockades med rymdstationen den 27 september 2018. Eter att ha levererat sin last lämnade den stationen den 7 november 2018 och brann upp i jordens atmosfär den 7 november 2018.

### HTV-8
Den sköts upp från Tanegashima Space Center den 24 september 2019, den dockades med rymdstationen den 28 september 2019. Eter att ha levererat sin last lämnade den stationen den 1 november 2019 och brann upp i jordens atmosfär den 3 november 2019.

### HTV-9
Den sköts upp från Tanegashima Space Center den 20 maj 2020, den dockades med rymdstationen den 25 maj 2020. Eter att ha levererat sin last lämnade den stationen den 18 augusti 2020, och brann upp i jordens atmosfär den 20 augusti 2020.